# アイヌ絵

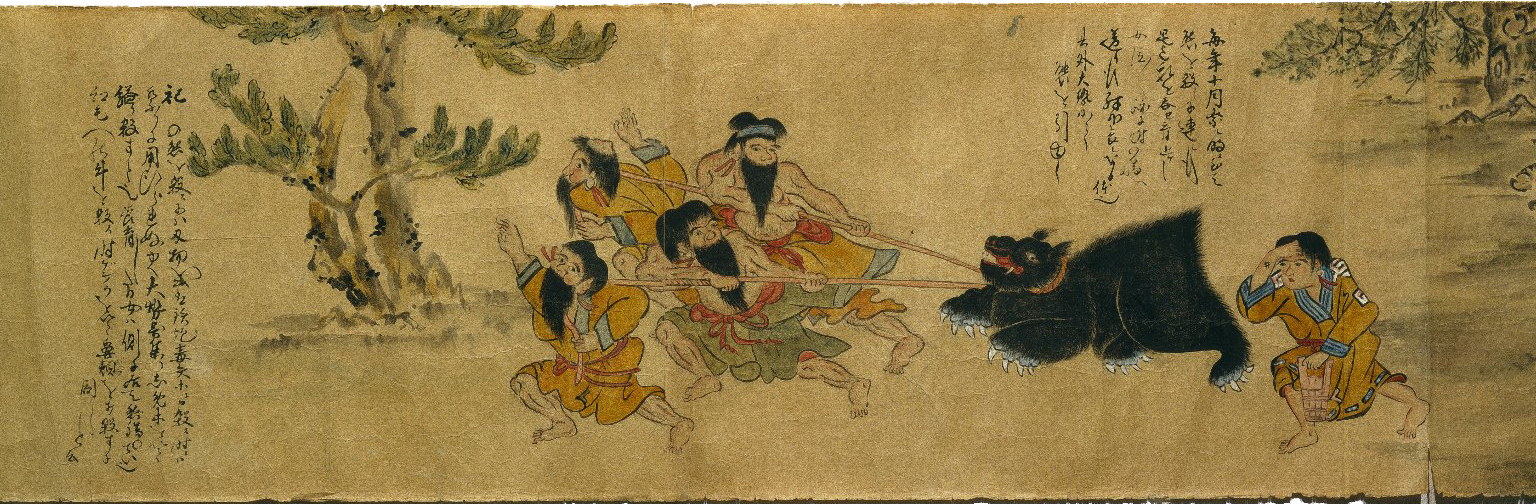
アメリカのブルックリン美術館に収蔵されたアイヌ絵。熊狩りの様子が描かれている。

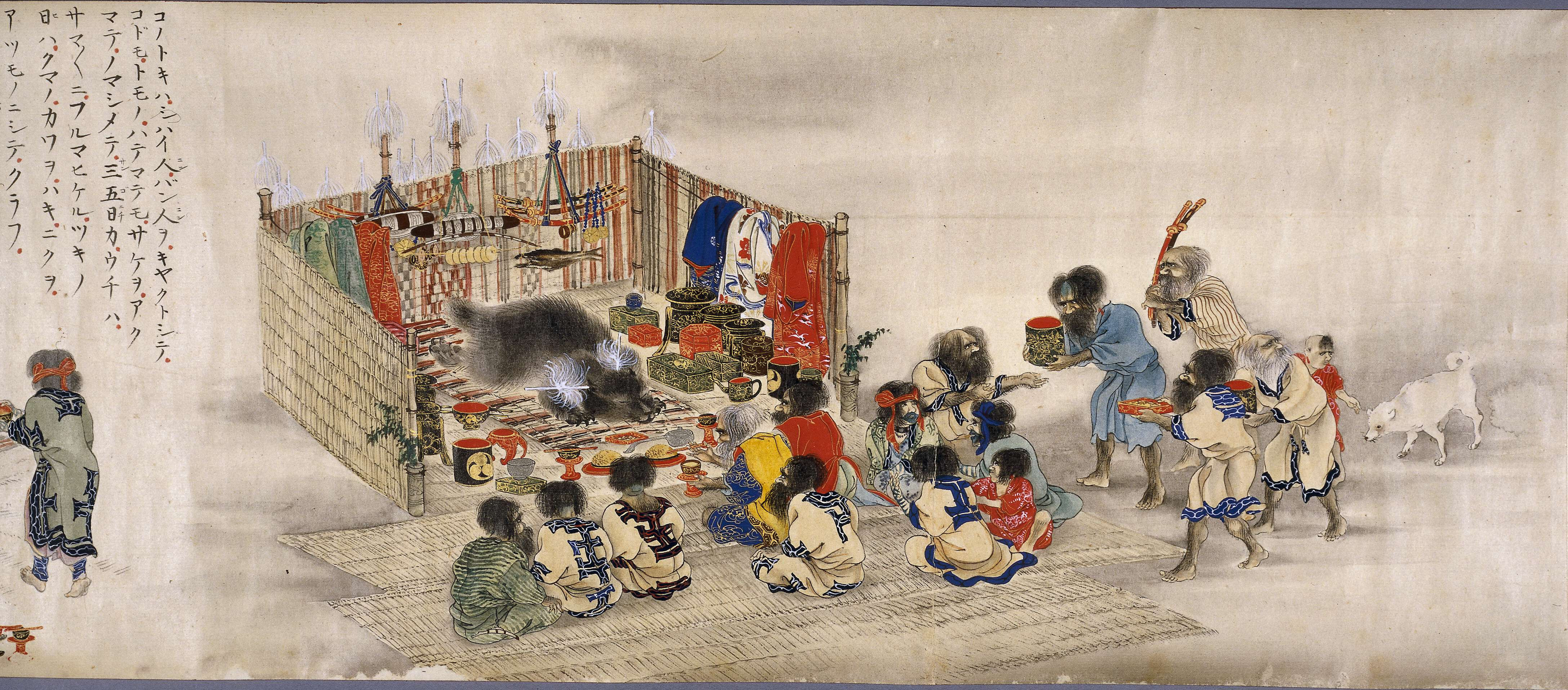
『蝦夷島奇観』村上島之允（秦檍麿）画を、平沢屏山が模写したもの（大英博物館蔵）の一部。イオマンテを描いたアイヌ絵

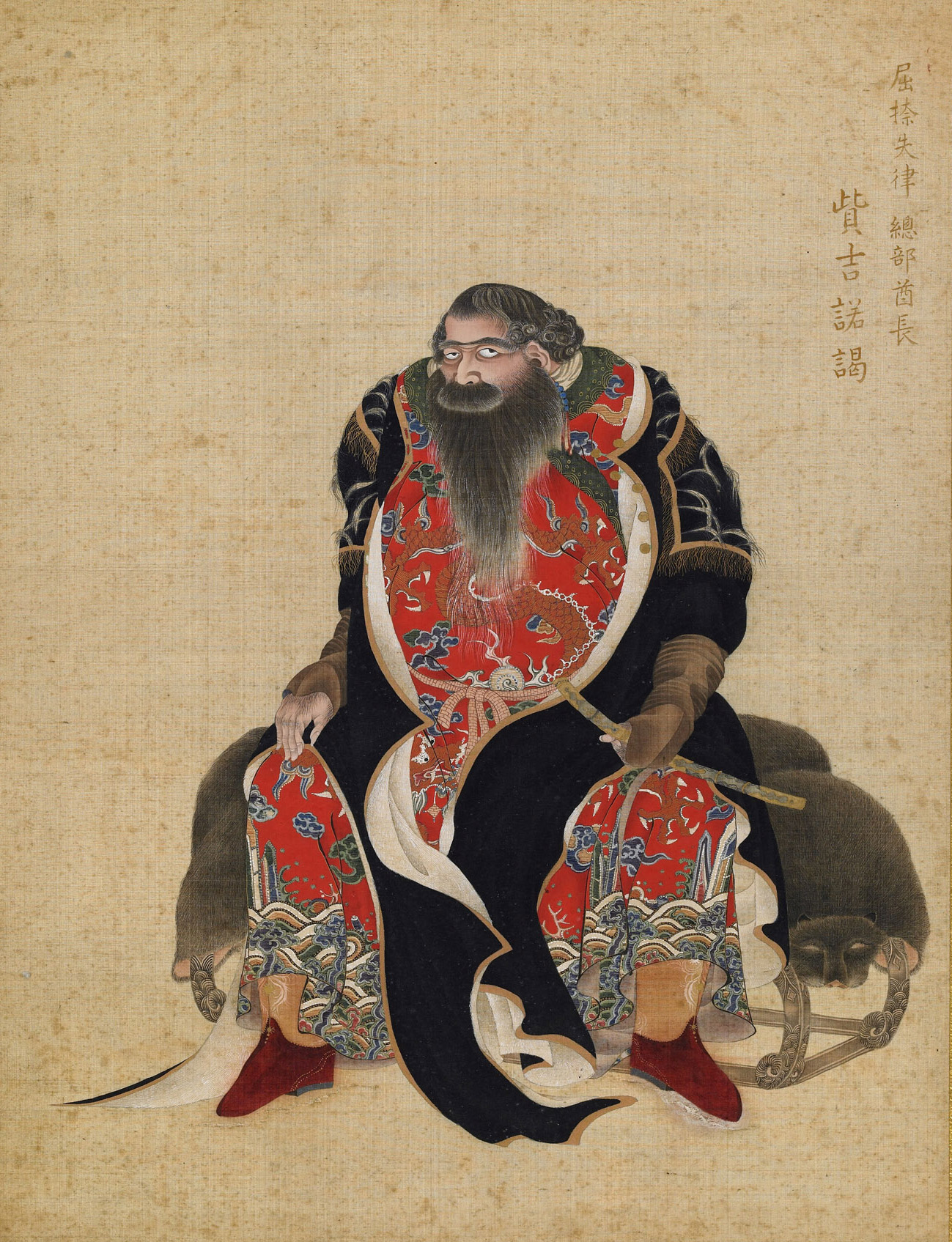
蠣崎波響の『夷酋列像』よりツキノエの図

アイヌ絵（アイヌえ）は、江戸時代後期から明治時代にかけて、和人の画家がアイヌをモチーフにして描いた風俗画で、日本画や浮世絵の様式のひとつである。

## 概要
18世紀には蝦夷絵、夷画（読みはどちらも「えぞが」）と呼ばれていたが、近年はアイヌ絵、またはアイヌ風俗画という名称がよく用いられる。アイヌ絵と字面から、「アイヌが描いた絵画」という意味と取られがちであるが、実際はアイヌ文化に絵を描くという行為はなかった。アイヌの伝統的な考えでは、写実的に描かれた物は魂を持ち、悪霊となって悪さをするとされていたため、アイヌ語に絵画を直接意味する言葉はないという。更にアイヌは文字を持たず、生活風俗に関する文字史料も残さなかった。従って、和人が描いたものであり、様式的、誇張的な表現が混じるものの、アイヌの風俗や年中行事などの様子が克明に描かれたアイヌ絵は、彼らの伝統習慣、生活を知るための資料として貴重である。

## 作例と画家
アイヌ絵の特徴として、模写が非常に多いのが挙げられる。これはアイヌ風俗への関心が高かった証左であるが、同時に質が低いものが交じるのも避けられなかった。以下に取り上げる絵師は、オリジナルの作品を描いた人々である。宝暦頃に活躍した小玉貞良は、アイヌ絵の嚆矢となった絵師である。寛政2年（1790年）に『夷酋列像』を描いた蠣崎波響はよく知られている。他に異色のアイヌ絵を手掛けた雪好や、村上島之允（秦檍麿、朗郷）、村上貞助、千島春里、早坂文嶺、平沢屏山らがいた。屏山は実際にアイヌとともに生活をし、彼らの年中行事を「蝦夷風俗十二ケ月屏風」（6曲1双、分蔵）に残している。また、谷元旦、菅江真澄、松浦武四郎も北海道へ行って、アイヌの風俗などを描いた。明治以降では、富岡鉄斎、平福穂庵・百穂、木戸竹石、澤田雪渓、村瀬義徳、北条玉洞、菅原翠州らが、画題の1つとしてアイヌを取り上げた絵画を描いている。
浮世絵では嘉永5年（1852年）に浮世絵師の歌川国芳が描いた「山海愛度図会　松前　おつとせい」や「山海愛度図会　蝦夷　鮭」のコマ絵が最も古い作品と考えられる。その後、明治時代に入って新井芳宗が実際に北海道へ渡って取材して描いた横大錦の揃物「芳宗随筆」に蝦夷の様子が取り上げられている。また、明治4年（1871年）に2代目歌川国輝、3代目歌川広重、小林永濯によって描かれた「現如上人北海道巡教之図」（大判18枚揃）は、アイヌ絵の代表作といえる。これは東本願寺の現如が北海道へ渡った様子を描いた作品である。その他の作品としては歌川貞秀と重探斎（閲歴不明）による「北蝦夷図説」4冊の挿絵などがあげられる。この貞秀には渡道の記録はみられない。